# 53-as trolibusz (Varsó)
A varsói 53-as jelzésű trolibusz a Dworzec Gdański és a Chełmska között közlekedett. A viszonylatot a Miejskie Zakłady Komunikacyjne w Warszawie üzemeltette. A járműveket a Chełmska kocsiszín állította ki. 1948. november 28-án indultak meg a trolibuszok a vonalon. A trolibuszjárat 1972. június 11-én megszüntetésre került. Szerepét a 179-es és a 379-es buszok vették át.

## Útvonala
| Chełmska felé | Dworzec Gdański felé |
| --- | --- |
| Dworzec Gdański – Bonifraterska – plac Krasińskich – Miodowa – Krakowskie Przedmieście – Traugutta – Kredytowa – Jasna – Zgoda – Bracka – Krucza – Piękna – Górnośląska – Myśliwiecka – Łazienkowska – Czerniakowska – Chełmska | Chełmska – Czerniakowska – Łazienkowska – Myśliwiecka – Górnośląska – Piękna – Krucza – Traugutta – Mazowiecka – plac Powstańców Warszawy – Szpitalna – Bracka – Zgoda – Jasna – Kredytowa – Traugutta – Krakowskie Przedmieście – Miodowa – plac Krasińskich – Bonifraterska – Dworzec Gdański |